# Нікольське (Нурімановський район)
Ні́кольське (рос. Никольское, башк. Никольский) — село у складі Нурімановського району Башкортостану, Росія. Адміністративний центр Нікольської сільської ради.
Населення — 627 осіб (2010; 636 у 2002).
Національний склад:
- росіяни — 68 %